# Düns
Düns là một đô thị thuộc huyện Feldkirch, Vorarlberg, Áo. Đô thị Düns có diện tích 3,47 km², dân số thời điểm năm 2006 là 393 người.